# Easy Mo Bee
Остен Харви-младший (англ. Osten Harvey Jr.; род. 8 декабря 1965, Бруклин, Нью-Йорк, Нью-Йорк), более известный под сценическим псевдонимом Easy Mo Bee — американский музыкальный продюсер, работающий в стилях хип-хоп и современный ритм-н-блюз.
Easy Mo Bee больше всего известен как музыкальный продюсер таких артистов, как Big Daddy Kane и Miles Davis, а также своей работой с лейблом Bad Boy Records в первые годы и его продюсированием дебютных альбомов The Notorious B.I.G. — Ready to Die и Craig Mack — Project: Funk da World. Он также спродюсировал две песни для альбома 2Pac — Me Against The World.

## Биография

### Ранняя карьера
Мо Би начал продюсировать, услышав музыку Седа Джи из группы Ultramagnetic MCs и Марли Марла, продюсера ранних хип-хоп-хитов для Juice Crew и LL Cool J.
Его первый продакшн появился на прорывном альбоме Big Daddy Kane, It's a Big Daddy Thing, после чего он подошёл к работе с другим артистом лейбла Cold Chillin' Records, The Genius - ранний псевдоним сооснователя группы Wu-Tang Clan, GZA. Мо Би спродюсировал большую часть дебютного альбома рэпера, Words from the Genius|Words From the Genius, а также спродюсировал «Sexcapades», трек, который попал на сторону «Б» первого сингла другого будущего сооснователя Wu-Tang, RZA, «Ooh I Love You Rakeem», который рэпер/продюсер выпустил под псевдонимом Prince Rakeem. Примерно в то же время у Мо Би была группа под названием Rappin' Is Fundamental, которую он создал в 1986 году вместе со своими друзьями A.B. Money и J.R.. Трио выпустило только один альбом на лейбле A&M Records в 1991 году: The Doo-Hop Legacy. В начале 1991 года джазовый пионер Майлз Дэвис пригласил к себе своего друга Расселла Симмонса и попросил его найти молодых продюсеров, которые могли бы помочь ему в создании «музыки улиц», что привело его к сотрудничеству с Easy Mo Bee. Эти сессии станут его последним студийным альбомом Майлза Дэвиса, Doo-Bop (1992). Проект, выпущенный посмертно после того, как Дэвис умер во время записи, оставив проект незавершённым, получил в целом смешанные отзывы.

### 1990-е
Мо Би впервые связался с компанией Шона Комбса, Bad Boy Entertainment, в 1993 году, когда он выпустил первый сингл для начинающего артиста Комбса, The Notorious B.I.G., «Party and Bullshit». Easy также продолжал продюсировать большую часть двух ведущих релизов лейбла: Project: Funk da World от Craig Mack, и Ready to Die от B.I.G. Кроме того, Мо Би спродюсировал «Flava in Ya Ear (Remix)», движущий сингл для обоих проектов, в котором участвовали Craig Mack, Бигги, Busta Rhymes, Rampage и LL Cool J.
В 1994 году специально для альбома Thug Life: Volume 1 Easy Mo Bee спродюсировал на студии Unique в Нью-Йорке пять песен, из них только одна песня подошла по концепции для альбома, это был трек «Str8 Ballin'». Другая песня, «Runnin' (From Tha Police)», была выпущена на сборнике One Million Strong в 1995 году. В записи трека приняли участие как Тупак Шакур, так и The Notorious B.I.G., а также Stretch (из группы Live Squad) и команда Тупака — Dramacydal (позже переименовавшие себя в Outlawz). Другие две песни вошли на альбом 2Pac Me Against the World («If I Die 2Nite» и «Temptations») (1995). В течение этого периода времени он также создавал умеренные радиохиты для Lost Boyz («Jeeps, Lex Coups, Bimaz & Benz»); Das EFX («Microphone Master»); и Busta Rhymes («Everything Remains Raw»).

### Поздняя карьера
В 1997 году Мо Би спродюсировал двухдисковый альбом Бигги, Life After Death. Продюсер спродюсировал две песни «I Love the Dough» и «Going Back to Cali»; эти песни стали последними, которые Easy спродюсировал для лейбла Bad Boy. В 2009 году в интервью для журнала SCRATCH продюсер сказал, что это произошло потому что Пафф Дэдди перестал звать его на проекты, возможно из-за давней конфронтации по поводу авторства музыки.
Это произошло потому что давным-давно, когда вышел ремикс на трек «Flava in Ya Ear», я посмотрел на сингл и увидел надпись «Remix by Sean Puffy Combs, Chucky Thompson and Easy Mo Bee». Я взял сингл и пошёл с ним в офис Bad Boy, и я показал его Паффу и сказал: «Йоу, что это?». Он не знал, что ответить. Я сказал ему: «Ты не был продюсером этого трека», а Чаки сидел рядом и наблюдал за всем, «Я просто хочу знать, почему авторство музыки отмечено именно так». Вот поэтому с тех пор я не работал там.
После того, как Easy Mo Bee покинул лейбл Bad Boy, многие песни, которые он и Бигги записали вместе, были ремикшированы без указания продюсера и разрешения продюсера. В число таких песен входят следующие треки: «Dead Wrong», ремикс на который появился на посмертном альбоме Born Again (1999); «Flava in Ya Ear», который был ремикширован Diddy для сборника Bad Boy 10th Anniversary (2004), и конечно же трек с участием Тупака и Бигги «Runnin' (From Tha Police)», ремикшированный Эминемом для саундтрека к фильму Tupac: Resurrection (2003). Easy Mo Bee дал понять, что он не ценит эту практику, особенно в случае с ремиксом Эминема.
В течение следующего десятилетия он будет создавать музыку для Kurupt, Big Daddy Kane, Ras Kass, Wu-Tang Clan, Mos Def, Black Rob, Sean Price, Wiz Khalifa и других, в конечном итоге он выиграет премию «Грэмми» за работу с Alicia Keys над её альбомом The Diary of Alicia Keys (песня «If I Was Your Woman»/«Walk on By») (2003). В 2000 году он выпустил альбом под названием Now or Never: Oddysey 2000, в котором представлены главные элементы Восточного побережья: Busta Rhymes, Raekwon, Prodigy, Smif-N-Wessun, Kool G Rap, и Sauce Money, наряду с Goodie Mob и Kurupt. В 2007 году Мо Би был приглашён RZA для создания музыки для трека «Take It Back», первого сингла из пятого альбома Wu-Tang Clan, 8 Diagrams.

## Дискография

### Студийные альбомы
- The Doo Hop Legacy (A&M, 1991) (with Rappin is Fundamental)
- Now or Never: Odyssey 2000 (Priority, 2000)
- And You Don't Stop! (SPITdigital, 2015)

### Совместные альбомы
- Two For One (Fresh Pressings International, 2015) (with Emskee)

### Продюсер (альбомы)
- Big Daddy Kane — It’s A Big Daddy Thing (1989) («Another Victory» и «Calling Mr. Welfare»)
- The Genius — Words From A Genius (1991) («Phony As Ya Wanna Be», «True Fresh M.C.», «The Genius Is Slammin'», «Words From A Genius», «Feel The Pain», «Those Were The Days», «Life Of A Drug Dealer», «Stop The Nonsense», «Living Foul», «Drama»)
- J Rock — Streetwize (1991) («Let Me Introduce Myself»)
- Miles Davis — Doo-Bop (1992)
- Big Daddy Kane — Looks Like A Job For... (1993) («Stop Shammin'», «Rest In Peace», «Here Comes Kane, Scoob, And Scrap», «'Nuff Respect (Remix)»)
- Slick Rick — Behind Bars (1994) («Cuz It’s Wrong»)
- Crystal Waters — Storyteller (1994) («Listen For My Beep»)
- Thug Life: Volume 1 (1994) («Str8 Ballin'»)
- The Notorious B.I.G. — Ready To Die (1994) («Gimme The Loot», «Machine Gun Funk», «Warning», «Ready To Die», «The What», «Friend Of Mine»)
- Craig Mack — Project: Funk da World (1994) («Get Down», «Flava In Ya Ear», «Real Raw», «Judgement Day», «Mainline», «When God Comes»)
- Heavy D. & The Boyz — Nuttin' But Love (1994) («Black Coffee»)
- Big Daddy Kane — Daddy’s Home (1994) («Brooklyn Style…Laid Out», «That’s How I Did 'Em», «The Way It’s Goin' Down»)
- Public Enemy — Muse Sick-N-Hour Mess Age (1994) («Aintnuttin Buttersong», «I Stand Accused»)
- Underground Airplay Volume III: Burdens Of Prophets (1994) (Biggie Smalls & Craig Mack — «Let Me Get Down» (Original))
- Jamal — Last Chance, No Breaks (1995) («Live Illegal» и «Insane Creation»)
- 2Pac — Me Against The World (1995) («If I Die 2Nite» и «Temptations»)
- Das EFX — Hold It Down (1995) («Knockin' Niggaz Off», «Microphone Master», «40 & A Blunt», «Alright», «Hold It Down»)
- Busta Rhymes — The Coming (1996) («Everything Remains Raw», «It’s A Party»)
- Shaquille O'Neal — You Can’t Stop The Reign («Game Of Death»)
- The Notorious B.I.G. — Life After Death («I Love The Dough», «Going Back To Cali»)

### Продюсер (саундтреки)
- Who's The Man? (Original Motion Picture Soundtrack) (1993) («Party and Bullshit» by (The Notorious B.I.G. (as Big))
- Street Fighter (Soundtrack) (1994) (LL Cool J	«Life Is…»)
- One Million Strong (1995) (2Pac & The Notorious B.I.G. — «Runnin'» feat. Dramacydal)
- Pump Ya Fist (Hip Hop Inspired By The Black Panthers) (1995) (Rakim — «Shades Of Black»)
- The Show (Original Soundtrack) (1995) (2Pac — «My Block»)
- The Points (The Original Motion Picture Soundtrack) (1995) («The Points» by Big Mike, Bone Thugs N Harmony, Buckshot, Busta Rhymes, Coolio, Doodlebug Of Digable Planets, Helter Skelter, Ill Al Skratch, Jamal, Menace Clan, The Notorious B.I.G., Redman)
- New York Undercover (1995) (The Lost Boyz — «Jeeps, Lex Coups, Bimaz And Benz»)

### Продюсер (синглы)
- Angela — Love Me (For Being Me) (Vinyl, 12") (1990)
- Nikke Nicole — Sexy! (Vinyl, 12") (1991) («Silky Silk»)
- Nikke Nicole — Nikke Does It Better (Vinyl, 12") (1991) («Nikke Does It Better»)
- Prince Rakeem — Ooh I Love You Rakeem (Vinyl, 12") (1991) («Sexcapades (DMD Mix)», «Sexcapades (Wutang Mix)», «Sexcapades (DMD Radio Mix)», «Sexcapades (DMD Instrumental)», «Sexcapades (Wutang Instrumental Mix)»)
- Freddie Foxxx — So Tough (Vinyl, 12") (1994) («So Tough (Easy’s Mo Tough Mix)»)
- Big Scoob and The Booty Bandits — Suckaz Can’t Hang (Vinyl, 12") (1994)
- Das EFX — Microphone Master (Remix) (Vinyl, 12") (1995)

### Продюсер в фильмах
Информация о появлении песен в фильмах была взята из сайта IMDb.
- Кто этот тип? (1993) — «Party and Bullshit» (The Notorious B.I.G. (as Big))
- Дела в Нью-Джерси (1995) — «Check It Out» (Heavy D)
- Snaps (телесериал) (1995) — «Blow» (Miles Davis & Easy Mo Bee)
- Sunset Park (1996) — «Elements I’m Among» (Queen Latifah)
- American Virgin (1999) — «Sax-A-GoGo» (Candy Dulfer)
- 8 Миля (2002) — «Temptations» (2Pac)
- Grind (2003) — «The Jump Off» (Lil' Kim featuring Mr. Cheeks)
- Посмотри на меня (2004) — «My Block Nitty Remix» (2Pac)
- Independent Lens (телесериал) (2005) — «My Block Nitty Remix» (2Pac)
- Ноториус (2009) — «Born Again (Intro)», «Going Back to Cali», «Party & Bullshit», «Machine Gun Funk», «Flava in Ya Ear», «Warning», «I Love the Dough», «Gimme the Loot» (The Notorious B.I.G.)
- The X Factor (телесериал) (2012) — «How We Do (Party)» (Rita Ora)
- The Short Game (2013) — «Going Back To Cali» (The Notorious B.I.G.)
- Кремниевая долина (телесериал) (2014) — «Party and Bullshit (Ratatat Remix)» (The Notorious B.I.G.)
- Top Five (2014) — «The Jump Off» (Lil' Kim featuring Mr. Cheeks)
- Шафер напрокат (2015) — «Party and Bullshit» (Affion Crockett)
- Голос улиц (2015) — «Flava In Ya Ear» (Craig Mack)
- Speech & Debate (2017) — «My Shot» (Sarah Steele)
- Мастер не на все руки (телесериал) (2017) — «Flava in Ya Ear Remix» (Craig Mack)
- Субботним вечером в прямом эфире (2018) — «Sicko Mode» (Трэвис Скотт)
- BaseBoys (телесериал) (2018) — «Sicko Mode» (Трэвис Скотт)
- Someone Great (2019) — «The Jump Off» (Lil' Kim featuring Mr. Cheeks)

## Фильмография

### Художественные фильмы
- Biggie: The Life of Notorious B.I.G. (2017)

### Документальные фильмы
- Letter to the President (2005)
- Notorious B.I.G. Bigger Than Life (2007)
- The Best of: BlacksInActionTV.Com (2010)
- Synthetic Substitution: The Life Story of Melvin Bliss (2011)
- Who Shot Biggie & Tupac? (2017)
- Unsung: Lost Boyz (2018)